# IC 841
IC 841 је спирална галаксија у сазвјежђу Береникина коса која се налази на листи објеката дубоког неба у Индекс каталогу.
Деклинација објекта је + 21° 48' 48" а ректасцензија 12h 59m 47,2s. Привидна величина (магнитуда) објекта IC 841 износи 14,6 а фотографска магнитуда 15,4. IC 841 је још познат и под ознакама MCG 4-31-2, CGCG 130-3, IRAS 12573+2204, PGC 44665.